# Équation aux récurrences
En mathématiques, une équation ou un système d'équations aux récurrences, est le pendant discret des équations différentielles, dans lequel les paramètres peuvent prendre des valeurs continues, mais le temps s'écoule par pas discrets. 
De tels systèmes décrivent l'écoulement du temps comme une série d'étapes successives, sans faire de supposition sur le temps qui s'écoule réellement entre deux pas successifs. ils ne décrivent que la façon dont les paramètres sont liés entre une série d’étapes successives. Les systèmes d'équations aux récurrences peuvent être traités par la transformée en Z, et leurs solutions sont des suites de nombres.